# Акалтин (Шардаринський район)
Акалти́н (каз. Ақалтын) — село у складі Шардаринського району Туркестанської області Казахстану. Адміністративний центр Акшенгельдинського сільського округу.
Населення — 2602 особи (2021; 2384 у 2009, 2031 у 1999, 1959 у 1989).